# Coabitação
A coabitação é um acordo em que duas pessoas não são casadas mas vivem juntas. Muitas vezes estão envolvidos em um relacionamento romântico ou sexualmente íntimo de longo prazo ou permanente. Tais acordos têm-se tornado cada vez mais comuns nos países ocidentais desde o final do século XX, motivados por mudanças nas visões sociais, especialmente em relação ao casamento, papéis de género e religião.
De forma mais ampla, o termo coabitação pode significar qualquer número de pessoas que vivem juntas. “Coabitar”, em sentido amplo, significa “conviver”. A origem do termo vem de meados do século XVI, do latim cohabitare, de co- 'junto' + habitare 'habitar'.